# 小松直治
小松 直治（こまつ なおじ、1897年（明治30年）8月29日 - 1985年（昭和60年））は、日本の政治家。長野県諏訪市長。

## 来歴
長野県諏訪郡上諏訪町（現諏訪市）で、小松直助、ゑひ の長男として生まれた。旧制諏訪中学（現長野県諏訪清陵高等学校）を経て、1919年（大正8年）東京高等商業学校専攻科を卒業した。
1928年（昭和3年）上諏訪町会議員（3期）に選出され、1929年（昭和4年）同町名誉職助役（3期）に就任。1939年（昭和14年）長野県会議員（4期）となり、1947年（昭和22年）から昭和24年（1949年）までと、1951年（昭和26年）から同28年（1953年）まで副議長を務めた。
1955年（昭和30年）に諏訪市長選挙に当選し、1963年（昭和38年）4月まで2期務めた。在任中は財政の健全化、上水道の整備などを手掛けた。また諏訪市社会福祉協議会長、右派社会党長野県連合会副委員長、長野県治山協会長なども歴任した。

## 栄典
- 1957年（昭和32年）藍綬褒章[1][3]
- 1968年（昭和43年）勲四等瑞宝章[1]